# Voleibol de praia nos Jogos Olímpicos
O voleibol de praia foi integrado ao programa dos Jogos Olímpicos na edição de Atlanta 1996, sendo disputado ininterruptamente desde então.
Em Barcelona 1992, já havia sido disputado como esporte de demonstração, portanto, os resultados não são computados para o quadro geral de medalhas.
Até 2016, o Brasil e os Estados Unidos haviam sido medalhistas no mínimo uma vez em todas as edições, seja na categoria masculina ou feminina. Em Tóquio 2020, o Brasil perdeu a sequência de seis edições consecutivas entre os três primeiros, enquanto os Estados Unidos ficaram fora do pódio em Paris 2024.

## Eventos
| Eventos   | 1992 | 96 | 00 | 04 | 08 | 12 | 16 | 20 | 24 |
| --------- | ---- | -- | -- | -- | -- | -- | -- | -- | -- |
| Masculino | d    | •  | •  | •  | •  | •  | •  | •  | •  |
| Feminino  | d    | •  | •  | •  | •  | •  | •  | •  | •  |

## Quadro de medalhas

### Geral
| Ordem | País               | Medalha de ouro | Medalha de prata | Medalha de bronze |    |
| ----- | ------------------ | --------------- | ---------------- | ----------------- | -- |
| 1     | USA Estados Unidos | 7               | 2                | 2                 | 11 |
| 2     | BRA Brasil         | 4               | 7                | 3                 | 14 |
| 3     | GER Alemanha       | 2               | 1                | 1                 | 4  |
| 4     | AUS Austrália      | 1               | 1                | 1                 | 3  |
| 5     | NOR Noruega        | 1               |                  | 1                 | 2  |
| 6     | SWE Suécia         | 1               |                  |                   | 1  |
| 7     | CAN Canadá         |                 | 1                | 1                 | 2  |
|       | CHN China          |                 | 1                | 1                 | 2  |
| 9     | ESP Espanha        |                 | 1                |                   | 1  |
|       | ITA Itália         |                 | 1                |                   | 1  |
|       | ROC                |                 | 1                |                   | 1  |
| 12    | SUI Suíça          |                 |                  | 3                 | 3  |
| 13    | QAT Catar          |                 |                  | 1                 | 1  |
|       | LAT Letônia        |                 |                  | 1                 | 1  |
|       | NED Países Baixos  |                 |                  | 1                 | 1  |
| TOTAL | TOTAL              | 16              | 16               | 16                | 48 |

### Feminino
| Ordem | País               | Medalha de ouro | Medalha de prata | Medalha de bronze |    |
| ----- | ------------------ | --------------- | ---------------- | ----------------- | -- |
| 1     | USA Estados Unidos | 4               | 1                | 2                 | 7  |
| 2     | BRA Brasil         | 2               | 4                | 2                 | 8  |
| 3     | AUS Austrália      | 1               | 1                | 1                 | 3  |
| 4     | GER Alemanha       | 1               |                  |                   | 1  |
| 5     | CHN China          |                 | 1                | 1                 | 2  |
| 6     | CAN Canadá         |                 | 1                |                   | 1  |
| 7     | SUI Suíça          |                 |                  | 2                 | 2  |
| TOTAL | TOTAL              | 8               | 8                | 8                 | 24 |

### Masculino
| Ordem | País               | Medalha de ouro | Medalha de prata | Medalha de bronze |    |
| ----- | ------------------ | --------------- | ---------------- | ----------------- | -- |
| 1     | USA Estados Unidos | 3               | 1                |                   | 4  |
| 2     | BRA Brasil         | 2               | 3                | 1                 | 6  |
| 3     | GER Alemanha       | 1               | 1                | 1                 | 3  |
| 4     | NOR Noruega        | 1               |                  | 1                 | 2  |
| 5     | SWE Suécia         | 1               |                  |                   | 1  |
| 6     | ESP Espanha        |                 | 1                |                   | 1  |
|       | ITA Itália         |                 | 1                |                   | 1  |
|       | ROC                |                 | 1                |                   | 1  |
| 9     | CAN Canadá         |                 |                  | 1                 | 1  |
|       | QAT Catar          |                 |                  | 1                 | 1  |
|       | LAT Letônia        |                 |                  | 1                 | 1  |
|       | NED Países Baixos  |                 |                  | 1                 | 1  |
|       | SUI Suíça          |                 |                  | 1                 | 1  |
| TOTAL | TOTAL              | 8               | 8                | 8                 | 24 |